# The Carbonaro Effect
The Carbonaro Effect (Brasil: Efeito Carbonaro ) é um reality/série de televisão de câmera escondida/pegadinha. O show estreou em 1 de abril de 2014, e está atualmente no ar na truTV. O show é apresentado pelo mágico e piadista Michael Carbonaro. Ele executa truques sobre pessoas presas em câmera escondida. Para promover a segunda metade da primeira temporada, uma maratona de duas horas foi ao ar na TBS no dia 30 de outubro de 2014. A segunda temporada estreou em 1 de abril de 2015. A terceira temporada estreou em 1 de fevereiro de 2017 e foi ao ar 18 episódios até 25 de janeiro de 2018.

## Resumo
| Temporada | Temporada | Episódios | Exibição original      | Exibição original     |
| Temporada | Temporada | Episódios | Estreia da temporada   | Final da temporada    |
| --------- | --------- | --------- | ---------------------- | --------------------- |
|           | 1         | 26        | 1 de abril de 2014     | 22 de janeiro de 2015 |
|           | 2         | 28        | 1 de abril de 2015     | 22 de janeiro de 2016 |
|           | 3         | 18        | 1 de fevereiro de 2017 | 11 de janeiro de 2018 |
|           | 4         | "TBA"     | 17 de maio de 2018     | "TBA"                 |

## Transmissão internacional
| Country     | Channel                        |
| ----------- | ------------------------------ |
| Brasil      | TruTV Band                     |
| Quebec      | Z                              |
| Índia       | Comedy Central                 |
| Itália      | K2 (Discovery Networks Europe) |
| Espanha     | TEN TNT                        |
| Reino Unido | TruTV                          |
| Irlanda     | TruTV                          |
| Filipinas   | Warner TV                      |
| Malásia     | Warner TV                      |
| Tailândia   | Warner TV                      |
| Bulgária    | Discovery Channel              |
| Uruguai     | Monte Carlo TV                 |